# Nino Luarsabiszwili-Uchadze
Nino Luarsabiszwili-Uchadze (ur. 10 lipca 1965 w Kutaisi) – gruzińska strzelczyni sportowa.

## Życiorys
Uczestniczyła w Letnich Igrzyskach Olimpijskich w 1996 oraz w Letnich Igrzyskach Olimpijskich w 2000.

## Wyniki

### Letnie Igrzyska Olimpijskie w 1996
| Konkurencja                | Eliminacje | Eliminacje | Finał | Finał | Finał   | Źródło |
| Konkurencja                | Wynik      | Pozycja    | Wynik | Suma  | Pozycja | Źródło |
| -------------------------- | ---------- | ---------- | ----- | ----- | ------- | ------ |
| pistolet pneumatyczny 10 m | 369 pkt    | 36.        | NQ    | NQ    | NQ      | [ 2 ]  |
| pistolet sportowy 25 m     | 572 pkt    | 27.        | NQ    | NQ    | NQ      | [ 3 ]  |

### Letnie Igrzyska Olimpijskie w 2000
| Konkurencja                | Eliminacje | Eliminacje | Finał | Finał | Finał   | Źródło |
| Konkurencja                | Wynik      | Pozycja    | Wynik | Suma  | Pozycja | Źródło |
| -------------------------- | ---------- | ---------- | ----- | ----- | ------- | ------ |
| pistolet pneumatyczny 10 m | 375 pkt    | 28.        | NQ    | NQ    | NQ      | [ 1 ]  |
| pistolet sportowy 25 m     | 567 pkt    | 33.        | NQ    | NQ    | NQ      | [ 1 ]  |